# Doryopteris stierii
Doryopteris stierii là một loài thực vật có mạch trong họ Adiantaceae. Loài này được Rosenst. miêu tả khoa học đầu tiên năm 1906.